# Tamno crveno
Tamno crveno (originalni naziv Profondo roso, poznat i kao Hačet Merders) je italijanski đalo film iz 1975. godine, u režiji Darija Arđenta, a zajedno su napisali Arđento i Bernardino Caponi. Objavljen je 7. marta 1975. Producenti filma su Klaudio i Salvatore Arđento, a muziku za film je napisala i izvodila grupa Goblin. Maša Meril glumi medijum, a Dejvid Hemings muzičara koji istražuje seriju ubistava koj obavlja misteriozna figura u crnim kožnim rukavicama. Arđento je kasnije otvorio prodavnicu filmova u Rimu pod nazivom Profondo Roso, koju je godinama vodio njegov dugogodišnji saradnik Luiđi Koci.

## Radnja filma
U jednoj kući za vreme Božića, dve senkovite siluete su viđene kako se bore dok jedna od njih nije bila izbodena do smrti dok se u pozadini čuje vrisak deteta. Nakon toga krvavi nož pada pod noge detetu.
Godinama kasnije u Rimu, psihički medijum Helga Ulman (Maša Meril) drži predavanje u pozorištu gde je osetila da postoji ubica u publici ali ga ne može identifikovati. Kasnije te noći dok je Helga bila u svom stanu neko razvaljuje vrata i ubija je sa satarom. Britanski džez muzičar Markus Dali (Dejvid Hemings), koji je izašao na piće sa svojim gej najboljim prijateljiem Karlom (Gabrijele Lavija), u povratku je video kroz prozor stana zgrade, u zgradi u kojoj je i on sam živeo, kako se odvija napad na Helgu, pojurio je da pomogne ali je bilo prekasno jer je Helga iskrvarila do smrti.
Nakon dolaska policije Markus shvata da je video određenu sliku među grupama portreta na zidovima stana žrtve, koje su izgleda kao da su nestale. Do komplikacija dolazi kada reporterka Đana Breci (Darija Nikolodi), koja je poslata da izveštava o ubistvu, uslikava Markusa, na koje on jako protestuje, i sledeći dan ga predstavlja kao glavnog svedoka ubistva na naslovnoj strani novina.
Te večeri Markus u svom stanu čuje muziku koju ne prepoznaje i jedva pobegne ubici (koja želi da ubije "glavnog svedoka") tako što se zakljuca u radnu sobu. Kasnije pušta pesmu profesoru Đordani (Glauko Mauri), koji je psihijatar i momak Helge Ulman, koji tvrdi da muzika ima važnu ulogu u traumatološkim događajima u prošlosti ubice. Đana (koja prati Markusa usled krivice što je slučajno namestila da ga ubica traži) priča o narodnim pričama o ukletoj kući u kojoj je se čuje kako peva neko dete praćeno sa nečijom vriskom kako biva ubijen.
Traganje za pesmom i pričom vodi Markusa i Đanu do priče iz knjige koju je napisala Amanda Rigeti (Đulijana Kalandra), pod nazivom KUĆA VRIŠTEĆEG DETETA, koja opisuje davno zaboravljeno ubistvo. Markus pokušava da pronađe Amandu kako bi razgovarao sa njom u vezi knjige ali ubica stižne do Amande pre njega i ubija je tako što je davi u kadi napunjenom vrelom vodom. Amanda uspeva da napiše poruku na uparenom zidu pre nego što je ubica udavi. Markus i Đana pronalaze telo, ali u strahu da će policija misliti da ju je on ubio odlaze iz njene kuće ne pozivajući ikoga. Zahvaljujući slici iz knjige Markus pronalazi kuću iz narodne priče i čuje od čuvara da niko nije živeo u kući od 1963. godine, kad je prethodni vlasnik nestao. Markus traži da uđe u kuću i nakon uklanjanja maltera sa zida otkriva crtež deteta na kojem dečak drži krvav nož pored božićne jelke. Nakon što Markus izlazi iz sobe još maltera otpada otkrivajući trećeg lika na crtežu. Markus poverava informacije koje je prikupio svom prijatelju Karlu u nadi da će on možda da se priseti nečega o toj narodnoj priči pošto je on italijan, Karlo tada postaje agresivan i zahteva da prestane da traži odgovore i da ode iz grada sa Đanom.
Đordani istražuje ubistvo Amande Rigeti i sa slutnjom ulazi u kupatilo gde je ubijena i pušta toplu vodu u kadu, para koja je nastala usled tople vode otkriva poslednju poruku koju je napisala. Kada se Đordani vratio u svoju kancelariju te noći, biva ometen mehaničkim klovnom igračkom koju mu je neko nepoznat ostavio. Ubica tog trenutka uleće i ubada ga nožem u vrat nakon što mu lomi zube tako što mu nabija glavu na pećnicu. Markus i Đana (koji su u ovom trenutku u vezi) otkrivaju trag koji su prvobitno propustili sa slike napuštene kuće iz knjige, jedan prozor nedostaje na kući. Markus se vraća u napušteno kuću po mraku i koristeći pajser kako bi razvalio lažan zid na kraju hodnika, tada otkriva tajnu sobu i kojoj se nalazi kostur pored jelke. Nepoznata osoba tada dolazi i udarcem onesvešćuje Markusa nakon čega pali kuću. Markus preživljava tako što ga Đana nalazi i izvlači iz kuće u plamenu.
Nakon toga Markus i Đana odlaze u kuću čuvara da pozovu vlasti. Tada Markus otkriva da je čuvareva mlada ćerka Olga nacrtala identičan crtež malog dečaka sa krvavim nožem u rukama pored žrtve. Olga im govori da je crtež kopirala iz datoteka arhive u svojoj osnovnoj školi. Markus i Đana odlaze do škole, i pretražuju arhivu u potrazi za crtežom i još dokaza. Markus pronalazi crtež na kojem je ime njegovog prijatelja Karla. Nakon što se okreće da kaže Đani, primećuje da je ubodena i tog trenutka se pojavljuje Karlo koji drži pištolj koji je uperen ka Markusu. Tog trenutka nailazi policija i Karlo počinje da beži u strahu i počinje da se penje preko zida, da bi na kraju pao u prikolicu kamiona koji prevozi čeličnu armaturu, gde je umro.
Slučaj biva rešen tako sto je Karlo optužen da je ubica. Nakon toga Markus odlazi do ranjene Đane u bolnicu da je poseti. Posle posete u prolazu svraća do stana gde je Helga ubijena i shvata da Karlo nije mogao da je ubije jer je to veče bio sa njim na piću. Ulazi u stan, kad je prvi put ušao mislio je da fali jedna slika sa zida, kada je pogledao ponovo uvideo je da je to u stvari ogledalo a ne slika i da je video lice ubice te noći. Kada je pogledao ponovo ogledalo video je ponovo lice ubice kada je shvatio da se nalazi iza njega. Ubica je Karlova luda majka Marta (Klara Klamai), tada se u filmu poljavljuje scena iz prošlosti gde je dete pored božićne jelke koje vrišti Karlo a njegova majka pored njega ubada njegovog oca, nakon toga Marta odvozi Karla do bolnice zbog traume koju je pretrpeo a svog muža ostavlja pored jelke i zazidava kraj hodnika zajedno sa njim i jelkom.
Marta zamahuje sa satarom u želji da ubije Markusa, ali ne uspeva dovoljno jako da udari i u tom trenutku Markus ranjen uspeva da pobegne iz stana. Markus ulazi u lift ali ne uspeva da pobegne i Marta ga prati, na njenu nesreću njena ogrlica se glavi u otvoru između zida i lifta i tako okončava.

## Uloge
- Dejvid Hemings kao Markus Dali
- Darija Nikolodi kao Đana Breci
- Maša Meril kao Helga Ulmann
- Klara Kalamai kao Marta (Karlova majka)
- Gabrijele Lavija kao Karlo
- Eros Pagni kao Kalkabrini
- Đulijana Kalandra kao Amanda Rigeti
- Pijero Macingi kao Bardi
- Glauko Mauri kao Profesor Đordani
- Aldo Bonamano kao Karlov otac
- Lana Del Balzo kao Elvira
- Nikoleta Elmi kao Olga
- Fulvio Mingoci kao Agent Mingoci
- Furio Meniconi kao Rodi
- Džeraldin Huper kao Masimo Rici
- Jakopo Marijani kao Mladi Karlo
- Dante Fioreti kao Policijski fotograf
- Lorenco Pijani kao Oficir
- Atilio Dotesio kao Cvećar

## Pozadina
Dip Red je sniman u Torinu, Italija, 16 nedelja. Darijo Arđento je izabrao Torino za mesto snimanja jer je u to vreme to bio grad gde se nalazilo najviše satanista nego bilo gde u Evropi, izostavljajući Lion. U početku ime filma je trebalo da glasi "Sabljozubi tigar". Bernandino Zaponi je rekao da su im kao inspiracija za scene zločina služile bolne povrede na koje bi publika mogla da se poveže, jer je bol ubadanja/probadanja ili pucanja izvan iskustva većine gledalaca. Kratke snimke ruku ubice, obučene crnim kožnim rukavicama, izvršio je Dario Arđento. Specijalne efekte filma, koji uključuju nekoliko mehanički upravljanih glava i delova tela, napravio je i izvršio Karlo Rambaldi.
Dve ključne scene u ovom filmu uticale su na režisere kasnijih horor filmova, predvođenje poznatom scenom eksplozivnih glava u Skenerima Dejvida Kronenberga modelovano je nakon parapsihološke diskusije na početku Dip Reda, a Rik Rosentalova Noć veštica 2 sadrži smrtonosnu vodu inspirisanu smrću karaktera Amande Rigeti iz ovog filma.

## Prvi utisci
U savremenom pregledu, Vinsent Kanbi je u Njujork tajmsu nazvao film "skup klišea svih filmova u kojima se ubija sekirom" i pomenuo Darija Arđenta kao "režisera neuporedive nesposobnosti".
Iz retrospektivnih pregleda, Kim Njuman je napisao u Montli Film buletinu da je Dip Red prelazni rad za Arđenta između njegovih ranijih detektivskih radova i natprirodnih tematskih filmova. Njuman je zaključio da je Dip Red "ništa ako nije nov sistem gde kamera snima iz prvog lica u scenama" i "ono što deli Arđenta od imitatora kao što je Lucio Fulci gde je njegova kombinacija istinskog bola i samorugajućem humoru". Total Film je filmu dao četiri od pet zvezdica, naglašavajući da Arđentov film "može biti već viđen stil i potrebno je da se postavite u perspektivu režisera horora da bi moglo maksimalno da se uživa u filmu". U pregledu je navedeno da film "predstavlja neke upečatljive vizuelne efekte koji ga podižu iznad nivoa uobičajenih filmova tog žanra", i da je film "uvod u žanr novih horor filmova".
Film trenutno poseduje 95% rejtinga na veb stranici za kritike filmova Roten Tomatos, na osnovu 22 pregleda sa prosečnom ocenom od 8.2/10. Rezultat sajta glasi: "Kretajući snimatelj i brutalne scene koje su učinile Darija Arđenta poznatim su prikazane u punom sjaju, ali dodavanje sjajne i složene priče čini Dip Red remek delom".

## Kućna kopija filma
Više verzija filma postoje na DVD i VHS kopijama, u velikoj meri zbog toga što je Arđento uklonio dvadeset-šest minuta (uglavnom scene Markusa i Đane) iz snimaka koji nikada nisu prerađeni na engleski jezik. Godinama se pretpostavljalo da su američki distributeri filma bili odgovorni za uklanjanje pomenutih scena, ali nedavno izdanje Blu-raj kopije potvrdilo je da Arđento nadzire i odobrava izmene u filmu.
Jedanaest sekundi žestokog nasilja nad životinjama je uklonjeno od strane BBFC-a 1993. godine, ta izmena je poništena kada je film ponovo pušten u 2010.
1999. godine Ankor Bej je stekao prava da pusti film na DVD i VHS kopijama. Njihova verzija je vratila nedostajuće snimke, ali je zadržala američku kreditnu scenu (snimak Heminga sa smrznutim kadrom kako gleda u bazen krv). Pošto nije bilo sinhronizovanih verzija nedostajućih scena, scene (i dodatni dijalozi izostavljeni u sinhronizovanoj verziji) prikazani su na originalnom italijanskom jeziku. Na DVD-u su ponuđene i audio i audio zapisi na engleskom i italijanskom jeziku.
Blu Andergraund je 2008. dobio prava na film i objavljen je kao standardni snimak. Njihovo Blu-raj izdanje, objavljeno 2011. godine, sadrži američku verziju filma (koja se naziva "Direktors Kat") i u originalnom editovanju (pod nazivom "Ankat" i sadrži opciju za gledanje na bilo kom jeziku).
Arov Films, distributer Ujedinjenog Kraljevstva, stekao je prava na film i objavio ga 3. januara 2011. Direktors Kat i bioskopski snimak dostupni su na snimku sa engleskom i talijanskom audio trakom i engleskim titlom. Dana 25. januara 2016. godine, Arov Films je izdao Dip Red u ograničenom izdanju od 3000 primeraka. Izdanje je dostupno u novoj 4K rezoluciji, sa novim naručenim radovima ekskluzivno od Arov Films. Na raspolaganju su i originalna verzija filma, kao i snimak za SAD, sa novim posebnim odlikama, uključujući i CD sa dvadeset-osam pesama, šest lobi kartica, dvostranim posterom i ograničenom izdavačkom brošurom koju je napisao Mikel Dž. Koven. Bonus odlike iz prethodnog izdanja su takođe uključene. Standardna verzija ograničenog izdanja objavljena je 30. maja 2016. godine u setu sa jednim diskom i sadrži samo Direktors Kat / originalnu verziju. Posebne odlike iz ovih izdanja su dostupne.
6. novembra 2013. godine, australijski distributer, Ambrela Entertejnment omogućio prodaju direktors kata i originalne verzije filma.

## Muzika
Arđento je prvobitno kontaktirao džez pijaniste i kompozitora Đorđija Gaslinija da napravi muziku za film, međutim, bio je nezadovoljan rezultatom Gaslinija. Nakon što nije uspeo da pozove Pink Flojd kao zamenu Gaslinija Arđento se vratio u Italiju i pronašao je grupu Goblin, lokalni progresiv rok bend. Njihov lider Klaudio Simoneti je napravio dve kompozicije za samo jednu noć. Arđento je odmah sklopio ugovor i završili su sa sastavljanjem većine muzičkog dela filma (tri kompozicije Gaslinija su zadržane u završnoj verziji). Posle toga Goblin je komponovao muziku za nekoliko drugih filmova Darija Arđenta.

## Alternativne verzije
- Originalna italijanska verzija je duga 126 minuta. Većina američkih verzija uklanja snimke od 22 minuta, uključujući scene grafičkog nasilja, sve humoristične scene, skoro sve romantične scene između Dejvida Hemingsa i Darije Nikolodi, kao i sporednu priču u vezi sa kućom vrištećeg deteta.
- Američko video izdanje Ankor Bej Entertejnment uglavnom je obnovljeno, vraćajući snimke sa krvi i iznutricama i scene sa dijalogom koji je bio isečen od početnog američkog izdanja. Bilo je verovatno da su ove scene presečene pre nego što je pripremljena engleska sinhronizacija, tako da sada postoje samo sa italijanskom sinhronizacijom (za ove scene su obezbeđeni engleski titlovi). U originalnoj scenskoj verziji, krajnji krediti se prikazuju iznad snimka Hemingsove refleksije u krugu krvi. Slika se kreće (kapljanje krvi ispred Hemingsa, promene izraza na licu Hemingsa, itd.) dok se krediti prikazuju. Izdanje Ankor Beja sadrži kredite nad zamrznutim okvirom originalnog snimka. Osim ove promene, Ankor Bej VHS / DVD je potpuna ankat verzija filma.
- Kasnije DVD izdanje iz Blu Andergraunda je identična verzija navedena iznad. Takođe, Blu Andergraund objavio je 17. maja 2011. godine na DVD-u "Englesku verziju bez cenzure". Taj snimak filma traje ne više od 105 minuta, bez uklanjanja užasnih scena ubijanja originalne italijanske verzije, ali su ostali snimci iz uređene engleske verzije ponovo izbačeni.[12]
- Neobično film nije imao bioskopsko izdanje u Ujedinjenom Kraljevstvu. Video snimak iz 1993. godine je uklonio 11 sekundi kako bi uklonio kratku scenu gde je borba pasa i scenu živog guštera nabodenog na klin. Izdanje Platinum DVD-a iz 2005. godine bilo je unapred isečeno (da bi se izbacio snimak guštera) i ubacila scena sa psima (jer je bilo očigledno da su igrali a ne borili). Konačno je prošao ankat za Arov DVD izdanje 2010. godine.
- Italijanska verzija pune dužine (sa engleskim titlovima i jednim malim rezom od strane cenzora iz Ujedinjenog Kraljevstva) dostupna je na video snimku u Ujedinjenom Kraljevstvu u pan & scan formatu iz Redempšn Filmsa. Jedino poznato vajdskrin izdanje ove verzije može se naći u Australiji i na SBS TV-u i na platnom televizijskom kanalu Vorld Movis, potpuno neisečenom. (Imajte na umu da je izdanje laserskog diska širokog ekrana na engleskom jeziku, a režiser Arđento ga je smanjio za oko 12 minuta).
- Neke verzije sadrže isečke filma koji otkrivaju ubicu.

## Ponovno snimanje
2010. godine, Džordža A Romera je kontaktirao Klaudio Arđento sa idejom da snimi u 3D tehnologiji Dip Red, za šta je Klaudio rekao da će uključiti i Darija u projekat. Romero je pokazao interesovanje za film, međutim, nakon kontakta sa Dariom - koji je rekao da ne zna ništa o ponovnom snimanju - Romero je odbio Klaudiovu ponudu.

## Spoljašnje veze
- Dip Red na IMDB
- Dip Red na AllMovie
- Dip Red na Rotten Tomatoes
- Dip Red je dostupano za besplatno skidanje na sajtu Internet Archive
- Kritike od strane kritičara Majkla Mekkenzija Архивирано на веб-сајту  (9. септембар 2013)